# Rothenburger Straße (metro, Neurenberg)
Rothenburger Straße is een metrostation in de wijk Gostenhof van de Duitse stad Neurenberg. Het station werd geopend op 28 januari 1984 en wordt bediend door de lijnen U2 en U3 van de metro van Neurenberg.